# إمبلكتون

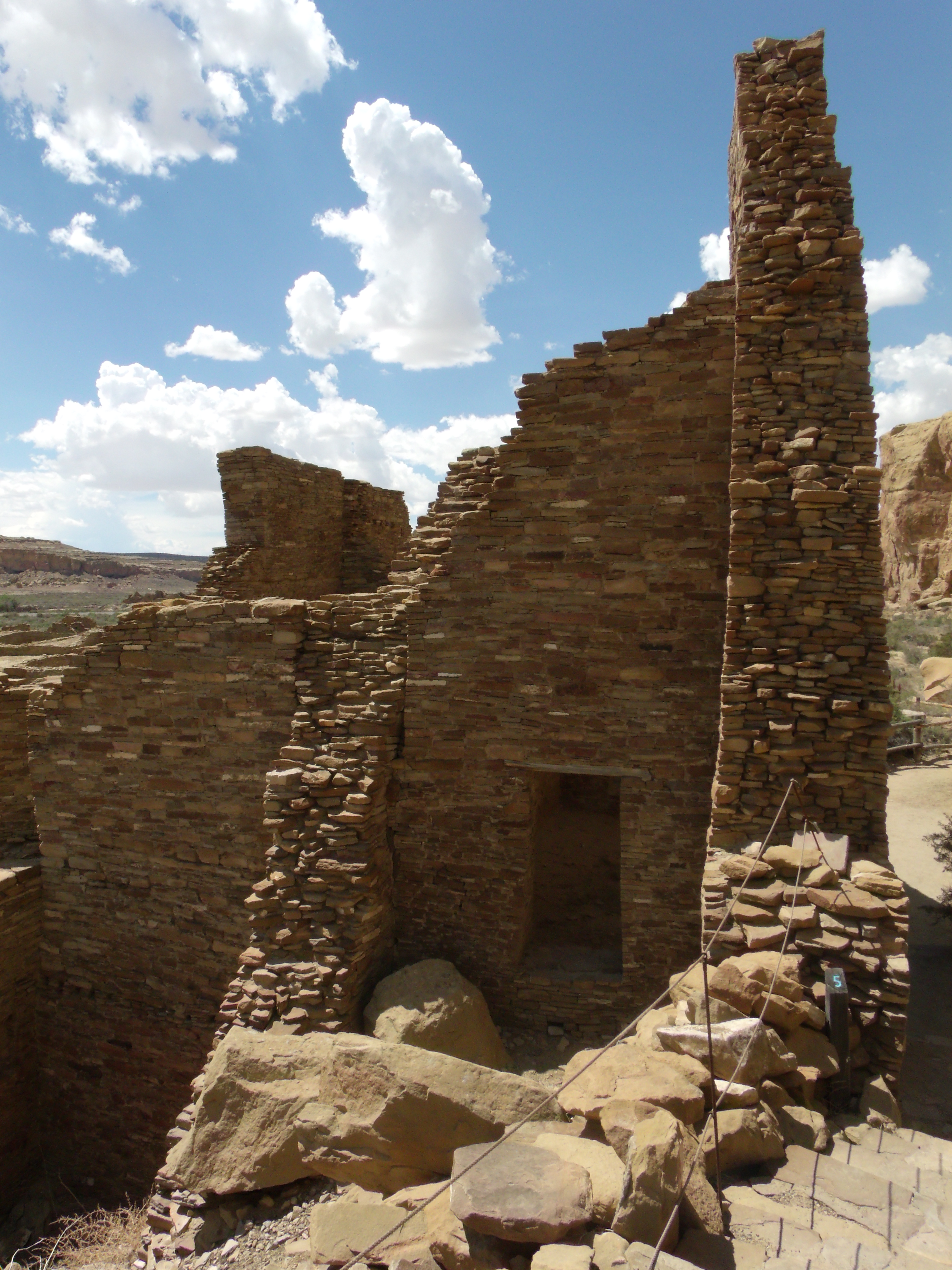
جدار قشرة ونواة في بقايا آثار تشاكو كانيون في نيومكسيكو، الولايات المتحدة.

إمبلكتون (باللاتينية: emplekton) تقنيّة بناء قديمة يتم فيها بناء جدارين متوازيين ويمتلئ ما بينهما بالركام أو مواد أخرى، مما يؤدي إلى إنشاء جدار سميك. كانت هذه الجدران ضعيفة بالأصل، ولقد تم إضافة المونة لها لتقويتها لاحقًا.
لا زالت هذه التقنية تُستخدم في بناء الجدران الحديثة، حيث يُطلق عليها حاليًا جدار النواة والقشرة (بالإنجليزية: Core-and-veneer) مع إن النواة حاليًا هي في الغالب طوب خرساني بدلاً من الركام، كما يتم استخدام عوازل للرطوبة أيضًا فيها. غالبًا ما ينتهي الأمر بهذه الجدران أن تصبح شبيهة بجدار التجويف عن طريق إيجاد مسافة بين القشرة الخارجيّة والجزء الأساسي لتوفير عوازل للرطوبة والحرارة.
لهذه الجدران عدّة سلبيّات، فهي مُعرضّة للرطوبة والتمدد الحراري والتقلّص، كما أن لها قوة شد منخفضة، وبالتالي مقاومتها تكون ضعيفة للالتواء أو التمدّد. يمكن زيادة قوة الشد عن طريق زيادة عرض الجدران أو من خلال توفير أضلاع عموديّة، إما داخل الجدار أو كدعم خارجي إضافي.

## تاريخ

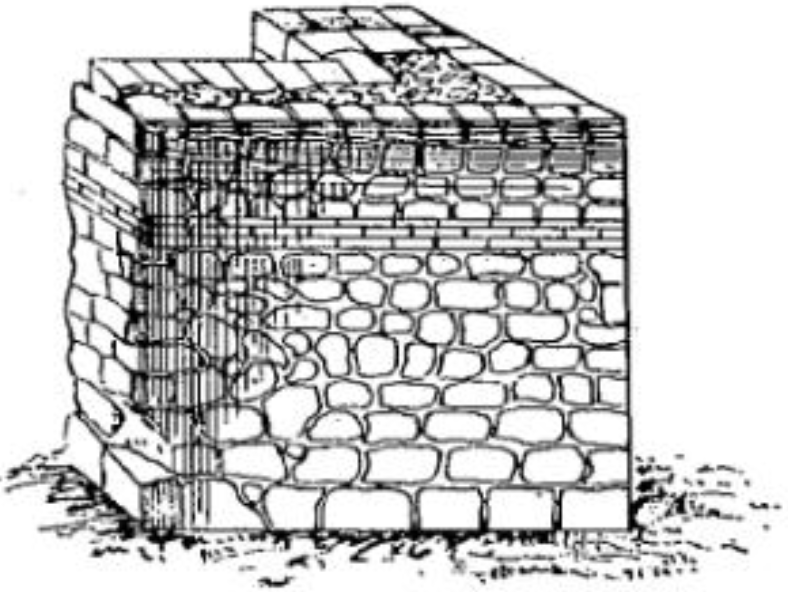
جدار إمبلكتون بنظام أوبوس إنسيرتوم حيث الخرسانة الرومانية بالمنتصف.

لقد استخدم الفينيقيون والإغريق هذه التقنية في إنشاء مبانيهم. وتعود أصول المصطلح إلى كلمة (ἔμπλεκτον) والتي تعني «الركام» باليونانيّة القديمة.
كما استخدم الرومان عدة تقنيات في بناء هذه الجدران: أوبوس إنسيرتوم (غير منتظمة)، أوبوس راتيكولاتوم (شبكية وألماسيّة الشكل)، وأوبوس لاتيريكيوم (منتظمة وأفقية)، وجميعها يشير إلى تقنية البناء التي يتم فيها بناء جدارين متوازيين ويمتلئ ما بينهما بالخرسانة الرومانيّة والتي كان يُطلق عليها اسم أوبوس كامينتيكيوم، وذلك ليعطي انطباعًا بأن الجدار مبني من الطوب بدلاً من كونه مُجرَّد جدار مُصفَّح.
لقد تم استخدام هذه التقنية أيضًا في مناطق أخرى في العالم، كما في الهند وأمريكا الوسطى والولايات المتحدة، ومن أهم الأمثلة على ذلك جدران مباني حديقة تشاكو كالتشر التاريخية الوطنية وجدران تاج محل.

## وصلات خارجية
- استخدام الخرسانة الرومانية - أوبوس كامينتيكيوم (بالإنجليزية)